# Muzică ambulantă

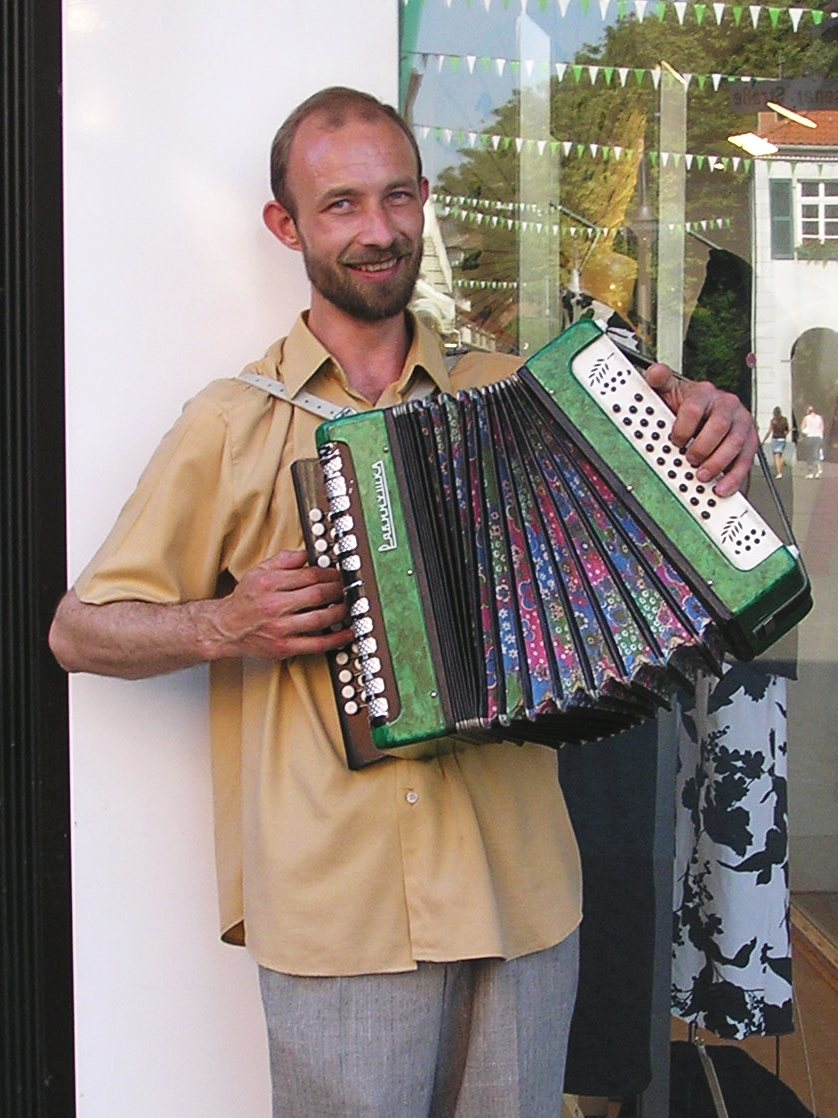
Muzică ambulantă

Muzicantul ambulant este un muzicant care cântă la diferite instrumente pe stradă sau alte locuri publice pentru a-și câștiga existența. Instrumentul muzical cel mai des folosit este: vioara, acordeonul sau flașneta.